# Храм Николы Чудотворца (Балаки)
Храм святителя Николы Чудотворца (Никольская церковь) — старообрядческий православный храм в селе Балаки Камбарского района Удмуртии. Относится к Казанско-Вятской епархии Русской православной старообрядческой церкви.

## История
В начале XX века в селе проживали старообрядцы-беспоповцы часовенного согласия, не имевшие своей молельни, и старообрядцы-поповцы белокриницкого согласия, имевшие свою часовню. В 1910—1911 годах поповская община построила новый храм (официально молитвенный дом) на месте старой часовни. Храм был посвящён Сретению Господню. В 1930 году обе старообрядческие общины распущены местными властями, а Сретенская церковь закрыта, хотя официально он была закрыта только 24 июля 1941 года. На основании постановления СНК УАССР от 22 июня 1945 года возвращена верующим и открыта вновь. Храм переосвятили во имя святителя Николы Чудотворца, хотя неизвестно когда это произошло.
30 октября 2006 года неизвестные проникли в храм, взломав замок, и похитили 25 старинных икон, нанеся общий ущерб в 666 тысяч рублей.

## Священство
В 1921 году старообрядческим епископом Самарским Климентом (Москвиным) на приход был рукоположен иерей Роман Максимович Алькин. В 1926 году отец Роман самовольно начал окормлять Камбарского завода, за что в марте 1928 года был запрещён в служении епископом Пермским Иоанникием (Ивановым). В июне того же года отец Роман пытался присоединиться к Русской древлеправославной церкви, но вскоре примирился с белокриницкой церковью и переведён на приход в Коломну. Расстрелян в 1938 году.
Долгое время общину окормлял протоиерей Дмитрий Шмаков из Ижевска. С 2000 года и до своей смерти в 2011 году настоятелем был отец Роман Носков. Затем общину окормлял отец Анатолий Сафронников из Набережных Челнов, а после него — иерей Алексий Ганишев из Сарапула.